# Bernard Viviès
Pour les articles homonymes, voir Viviès (homonymie).
Pas d'image ? Cliquez ici

a Compétitions nationales et continentales officielles uniquement.

b Matchs officiels uniquement.
Bernard Viviès, né le 3 septembre 1955 à Rieumes, est un joueur de rugby à XV évoluant au poste de demi d'ouverture ou d'arrière. Il est international français de 1978 à 1983, obtenant dix sélections inscrivant vingt points. Il effectue l'essentiel de sa carrière avec le SU Agen, remportant le championnat de France 1982 et le Challenge Yves du Manoir l'année suivante. De 2001 à 2007, il est entraîneur des arrières de l'équipe de France lors du mandat de Bernard Laporte à la tête de la sélection.

## Carrière
Après avoir été champion de France de troisième division avec le club de Rieumes, il a rejoint le Racing club de France et le Bataillon de Joinville en 1974.
C'est au SU Agen qu'il rejoint son frère Christian en 1975 mais à l'époque le règlement impose la fameuse « licence rouge » (durant la première saison il ne peut disputer le championnat). Il ne participe donc pas à la victoire du championnat de France 1976 du club agenais. Il poursuit sa carrière avec le SU Agen jusqu'en 1985, club avec lequel il gagne le Bouclier de Brennus en 1982 et le Challenge Yves du Manoir en 1983. Il a aussi perdu la célèbre finale de 1984 dans laquelle il manque le tir au but décisif malgré un superbe match.
Il a disputé son premier test match le 21 janvier 1978, contre l'équipe d'Angleterre, il est titulaire durant les quatre matchs du Tournoi des cinq nations 1978, associé à la charnière à Jérôme Gallion. Il dispute les test-matchs de novembre en 1980 contre la Roumanie et l'Afrique du Sud, associé cette fois à Jean-Pierre Elissalde. Il a disputé un match du Tournoi des cinq nations 1981 que la France remporta en réussissant le Grand Chelem. Son dernier test match fut contre l'équipe d'Australie, le 13 novembre 1983.
Le 15 mai 1981, il joue le deuxième match de l'histoire des Barbarians français contre Crawshay's à Clermont-Ferrand. Les Baa-Baas l'emportent 34 à 4. Le 7 novembre 1981, il joue de nouveau avec les Barbarians français contre la Nouvelle-Zélande à Bayonne. Les Baa-Baas s'inclinent 18 à 28.
En 1985, il signe à Nîmes comme capitaine pour y terminer sa carrière. Il y joue jusqu'en 1993.
Le 10 mai 1986, il est joue un dernier match avec les Barbarians français contre l'Écosse à Agen. Il est capitaine de l'équipe lors de ce match. Les Baa-Baas l'emportent 32 à 19.

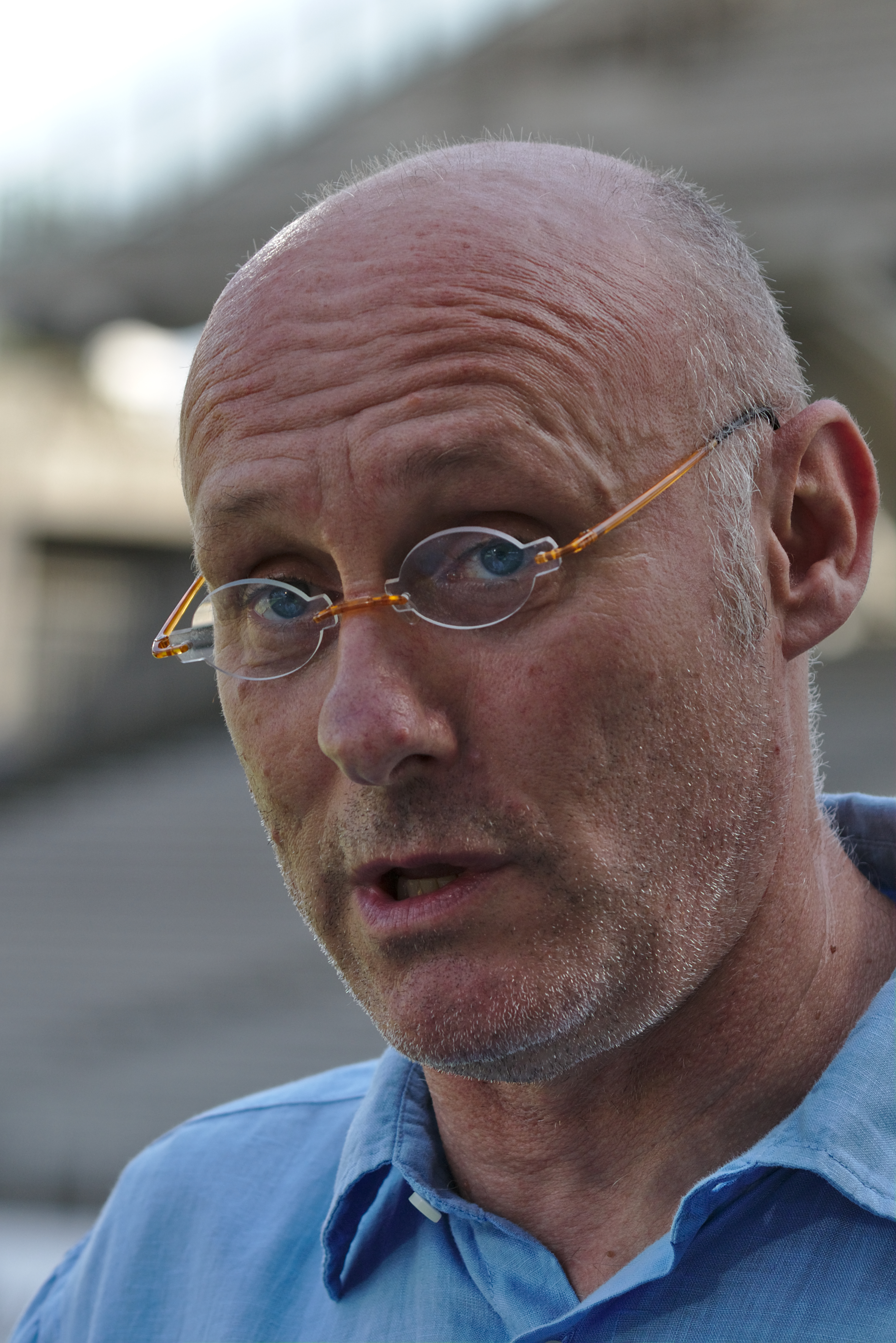
De 2001 à 2007, Bernard Viviès est l'adjoint du sélectionneur Bernard Laporte, ici en 2015.

En 1995, il commence une carrière d'entraîneur avec le RC Nîmes puis avec l'équipe de France A' que dirige son compatriote rieumois Guy Laporte. De 1997 à 1998, il revient à Rieumes pour entraîner l'équipe. Il rejoint ensuite le SU Agen pour où il s'occupe du partenariat. En 2000, il redevient entraîneur de l'équipe de France A' aux côtés de Victor Boffelli et entraîne également Bédarrides en Fédérale 1.
De 2001 à 2007, Viviès fait ensuite partie de l'encadrement de l'équipe de France, chargé des trois quarts, auprès de sélectionneur Bernard Laporte.
Il est également parrain de l'équipe de rugby de l'Avenir sportif de Bédarrides, et fait partie du comité directeur de ce club.
Bernard Viviès est parrain de l'association La vie pour Christie et de La maison de Christie.
En novembre 2016, il est membre de la liste menée par Bernard Laporte pour intégrer le comité directeur de la Fédération française de rugby. Lors de l'élection du nouveau comité directeur, le 3 décembre 2016, la liste menée par Bernard Laporte obtient 52,6 % des voix, soit 29 sièges, contre 35,28 % des voix pour Pierre Camou (6 sièges) et 12,16 % pour Alain Doucet (2 sièges). Bernard Viviès intègre ainsi le comité directeur et Bernard Laporte est élu à la présidence de la fédération française de rugby. Il devient alors le représentant de la FFR au sein de Rugby Europe. Il participe également aux regroupements du XV de France au titre de délégué du nouveau comité directeur. En 2020, il n'est pas candidat à un nouveau mandat au sein du comité directeur.
Le 9 décembre 2017, il est élu au comité directeur de la Ligue régionale Occitanie de rugby au sein de liste menée par Alain Doucet et soutenue par Bernard Laporte. Il est réélu en novembre 2020.
Il s'est établi à Castillon-du-Gard.

## Palmarès

### En club
- Championnat de France de première division :
  - Champion (1) : 1982
  - Vice-champion (1) : 1984
- Challenge Yves du Manoir :
  - Vainqueur (1) : 1983

### En sélection nationale
- Sélections en équipe nationale : 10
- Sélections par année : 4 en 1978, 2 en 1980, 2 en 1981 et 2 en 1983
- Tournois des Cinq Nations disputés : 1978, 1981 et 1983
- Grand Chelem dans le tournoi en 1981